# عباس‌خان‌لی
اباسزانلی (به لاتین: Abasxanlı) در جمهوری آذربایجان با جمعیت ۶۳۶ نفر است که در شهرستان آغ سو واقع شده‌است.